# Бішкаїн (Давлекановський район)
Бішкаї́н (рос. Бишкаин, башк. Бишҡайын) — хутір у складі Давлекановського району Башкортостану, Росія. Входить до складу Поляковської сільської ради.
До 10 вересня 2007 року хутір називався 1533 км.
Населення — 22 особи (2010; 27 в 2002).
Національний склад:
- башкири — 100 %